# 上井秀秋
上井 秀秋（うわい ひであき）は、戦国時代から安土桃山時代にかけての武将。島津氏の家臣。兄に上井覚兼。
上井薫兼の次男として生まれるが、祖父・上井為秋（諏訪為秋）の弟・親秋の養子となった。
島津義弘の家臣として日向国飯野（現・宮崎県えびの市）に在住した。元亀3年（1572年）の「木崎原の戦い」で軍功を上げ、天正4年（1576年）には馬関田（同・えびの市）地頭に任命される。義弘が肥後国守護代として八代に入るとそれに従うが、その際に義弘より家老に任命される。秀秋は当初それを固辞するが、義弘に説得する様に依頼された兄・覚兼に諭されて天正10年（1582年）11月28日ようやくそれを了承した。
その後、小林地頭を務め、更に綾地頭となったが、そのまま綾にて病没した。